# Anthony Grundy
Anthony Montreace Grundy (Louisville, 15 aprile 1979 – Louisville, 14 novembre 2019) è stato un cestista statunitense, professionista nella NBA, in Europa, Asia e Sudamerica.

## Carriera
Trascorse gli anni liceali alla Warren Central High School a Louisville e quelli universitari alla North Carolina State University.
La prima esperienza all'estero è nella Bundesliga tedesca con l'Oldenburg, dove realizzava 12,2 punti di media. Inizia la stagione successiva in CBA con i Great Lakes Storm, ma viene svincolato a novembre. Nel gennaio 2004 fa un provino con i ciprioti dell'APOEL Nicosia senza esiti positivi, mentre un mese più tardi firma in seconda serie tedesca con il TSG Ehingen. Poi torna negli States firmando con i Raleigh Knights (lega WBA).
Per un breve periodo del 2004 Grundy è di scena in Svezia con l'Ockelbo, quindi a novembre arriva la chiamata degli israeliani del Ramat HaSharon. Da qui torna dall'altra parte dell'oceano, con destinazione i dominicani del Villa Duarte de Calero e i venezuelani del Panteras de Miranda.
Dopo aver fatto un training camp con gli Atlanta Hawks, Grundy firma con i Roanoke Dazzle nella lega di sviluppo D-League. Nel marzo 2006 viene richiamato dagli Hawks, che lo fanno così debuttare in NBA.
Nella stagione 2006-07 avviene l'esordio nella Serie A italiana con l'ingaggio del Teramo Basket, squadra con cui ha realizzando 18,2 punti di media in 30,9 minuti di utilizzo. La sua carriera continua con un biennio al Panellīnios, dove al primo anno s'impone capocannoniere del campionato greco grazie ai 21,4 punti di media a partita, mentre l'anno seguente chiude con 15,1 punti a gara.
Nell'agosto 2009 ha firmato per il Basket Club Ferrara, formazione di Serie A che non riuscì però a evitare la retrocessione in Legadue a fine anno. Durante il periodo estivo 2010 Grundy firma in Venezuela ma non scende in campo, poi è stato firmato dai greci dell'AEK Atene che lo tagliano nel gennaio 2011. Nello stesso mese si accorda in Legadue con la Scaligera Verona, ma non supera le visite mediche.

## Morte
Viene accoltellato a seguito di una discussione .

## Palmarès
- WBA Defensive Player of the Year (2004)
- All-WBA First Team (2004)
- Migliore nelle palle rubate WBA (2004)
- All-NBDL First Team (2006)
- Migliore nelle palle rubate NBDL (2006)